# Mongoloniscus sinensis
Mongoloniscus sinensis là một loài chân đều trong họ Trachelipodidae. Loài này được Dollfus miêu tả khoa học năm 1901.